# Szudáni függőcinege
Az szudáni függőcinege (Anthoscopus punctifrons) a verébalakúak (Passeriformes) rendjébe, ezen belül a függőcinege-félék (Remizidae) családjába tartozó, 8 centiméter hosszú madárfaj. Csád, Dél-Szudán, Eritrea, Etiópia, Kamerun, Mali, Mauritánia, Niger, Nigéria,Szenegál és Szudán szubszaharai övezetének száraz szavannáin, bokros területein él. Többnyire rovarokkal táplálkozik. Júniustól szeptemberig költ.

## Fordítás
- Ez a szócikk részben vagy egészben  a   Sennar penduline tit című angol Wikipédia-szócikk fordításán alapul.  Az eredeti cikk szerkesztőit annak laptörténete sorolja fel. Ez a jelzés csupán a megfogalmazás eredetét és a szerzői jogokat jelzi, nem szolgál a cikkben szereplő információk forrásmegjelöléseként.